# Bolanthus hirsutus
Bolanthus hirsutus là loài thực vật có hoa thuộc họ Cẩm chướng. Loài này được (Labill.) Barkoudah mô tả khoa học đầu tiên năm 1962.